# Vlag van Rheden

Vlag van de gemeente Rheden

De vlag van Rheden is sinds 30 augustus 1955 de gemeentelijke vlag van de Gelderse gemeente Rheden. De vlag kan als volgt worden beschreven:
Rechtsgeschuind van rood, geel en blauw.
De kleuren van de vlag zijn afkomstig van het gemeentewapen.
Op het gemeentehuis in De Steeg is gedurende 28 jaar gevlagd met een verkeerd genaaide vlag, totdat in 2013 een inwoner de gemeente daarop attent maakte.

## Verwante afbeeldingen

Wapen van Rheden

Aalten ·
Apeldoorn ·
Arnhem ·
Barneveld ·
Berg en Dal ·
Berkelland ·
Beuningen ·
Bronckhorst ·
Brummen ·
Buren ·
Culemborg ·
Doesburg ·
Doetinchem ·
Druten ·
Duiven ·
Ede ·
Elburg ·
Epe ·
Ermelo ·
Harderwijk ·
Hattem ·
Heerde ·
Heumen ·
Lingewaard ·
Lochem ·
Maasdriel ·
Montferland ·
Neder-Betuwe ·
Nijkerk ·
Nijmegen ·
Nunspeet ·
Oldebroek ·
Oost Gelre ·
Oude IJsselstreek ·
Overbetuwe ·
Putten ·
Renkum ·
Rheden ·
Rozendaal ·
Scherpenzeel ·
Tiel ·
Voorst ·
Wageningen ·
West Betuwe ·
West Maas en Waal ·
Westervoort ·
Wijchen ·
Winterswijk ·
Zaltbommel ·
Zevenaar ·
Zutphen